# سیارک ۱۶۷۰۶
سیارک ۱۶۷۰۶ (به انگلیسی: 16706 Svojsik، نامگذاری:1995OE1) شانزده هزار و هفتصد و ششمین سیارک کشف شده‌است که در ۳۰ ژوئیه ۱۹۹۵ کشف شد.
قدر مطلق سیارک برابر ۱۴٫۹۰ است.